# Moise Nicoară
Moise Nicoară (n. 30 noiembrie 1784, Gyula, Regatul Ungariei, Imperiul Habsburgic, d. 10 octombrie 1861, București, Principatele Române) a fost un jurist, profesor, traducător, scriitor și un patriot român, luptător pentru drepturile românilor din Banat și Crișana.

## Biografie

### Familia
S-a născut la Gyula în Regatul Ungariei, în familia nobilului român, Petru Nicoară, mamă fiindu-i Maria Șerban. Printre copiii familiei Nicoară s-au mai numărat trei fete și doi băieți. Titlul nobiliar a fost acordat familiei de către împăratul Ferdinand al II-lea ștrămoșului lui Moise, Ștefan Nicoară (Nyikora), în anul 1627.

### Studiile
Școla primară a urmat-o la Giula, apoi a urmat gimnaziul la Oradea și la Arad.
„Când a venit vremea să meargă la școalã românească, învățătorul „sârb” știa că e băiatul lui Petru Nicoară și fiindcă era prea mic, nu-l chinuia cu învățătura, ci-l lăsa să „doarmă” cu ceasurile. S-au schimbat însă dascălii sârbi și au mai venit și români, cum a fost unul Melentie din Lipova. „Acesta era om cu idei sau cu judecatã pătrunzătoare și cu politețe, dar înfocat”. S-a apucat la muncã cu școlarii și i-a învãțat ceaslovul, psaltirea și cântările bisericești în românește, de unde până atunci știau numai „Doamne miluește”.

Să tot fi avut 7-8 ani, când deveni cel mai devotat ajutor al dascălului la condus corul în biserică, căci avea și „glasul mai bun”, și era „socotit întie la învățătură”. Și cât de frig ar fi fost iarna, că-i degerau și picioarele până la lacrimi, nu dezerta de la postul de încredere. Se născuse de pe atunci în el spiritul jertfirei de sine pentru ducerea la bun sfârșit al lucrului început. Și rezultatele au fost îmbucurătoare, căci – își aducea aminte M. Nicoarã în notele sale autobiografice de mai târziu – cum prin el „a introdus (dascãlul Melentie) cântarea rumânească în biserică”. Lacrimi de bucurie vor fi apărut în ochii mamei la primul triumf al feciorului ei; iar bunica „draga măicuță”
de câte ori se ruga de nepot să citească din psaltire sau să-i cânte românește; ea rostea rugăciunile în sârbește, fără să cunoască o vorbă sârbească, „precum nime în tot orașul și chiar în împrejurimi”. Așa apucase din tinerețele ei și nimeni nu o mai învãțase altfel.
Cam pe la 9-10 ani a intrat la Școala ungureascã. Jocurile naive ale primei copilării muriseră. Era acum unicul Român care mergea între străini la învățătură. Școala era departe, în cartierul unguresc al orașului, și fizionomiile ce le întâlnea în drum nu mai erau ale Românilor. Dușmănia i se năștea pe nesimțite în suflet. Trebuia să le arate cine era și ce putea un Român, fie el și singur între atâția străini.
Îndrăzneala și sprinteneala nu-i lipseau. „În lupte copilărești, în fugă , în jocuri, în sărituri” era neîntrecut; „în asvârlit nici atât”… Și camarazii „nu scăpau nescărmănați cât și părinții lor se plângeau des către tata”. Mai departe, tot mai departe îl îndemna dorul de învățătură. La Oradea erau școli latinești. Acolo se învãța mai mult decât știa el. Și acolo va merge și va învinge. Depărtarea lui în „străinie” rănea însă
adânc sufletul tăcut și plăpând al mamei sale. Cât n-ar fi dat să-l aibă veșnic lângă ea – și totuși dorința de a-l vedea „om mare” o domina. Își simțea puterile prematur istovite, și cãuta acum ca ultimele sfaturi către cel mai iubit dintre copii să i le dea de călăuză pentru tot restul cât ar fi despărțiți… „ea văzând cu ochii. Pe fața-i „bălană” apăruserã simptome pe cari le trăda albeața și transparența pielii. Rămăsese stabilit ca Moise să fie dus la școală în Dumineca Tomii, pentruca ouăle roșii să le poată ciocni încă în casa părintească.
Primăvara însă nu era tot atât de îngăduitoare. Ea își reclama tributul de vieți și trimisese cosașul în căutare. Așa s-a oprit moartea în casa Nicoreștilor în Sâmbăta Floriilor, deslănțuind la plecare tragedia unui soț rămas văduv în floarea vârstei de 35 ani și a patru copii orfani.
Era prima durere! Cumplită!
Să tot fi avut 11–12 ani.
Pentru un copil cu sensibilitatea atât de pronunțată ca aceea a lui Moise Nicoară, încercarea fusese prea crudă. Locul mamei nu-l mai putea ocupa nimeni în sufletul său. Îi murise norocul, îi murise apa vie care i-ar fi dat puteri uriașe să înfrângă răul.

Amintirea acestor momente din viața sa îi va stoarce lacrimi și la 62 de ani când le așternea pe hârtie. În 1836, când evoca trecutul, scria: „Fie iertate aceste puține inimii ceea ce și acum cu dor le simt în vârstă de 62 ani”.”
După absolvirea studiilor gimnaziale, urmează dreptul la Budapesta și Bratislava, între 1802-1806, iar în anul 1807 susține la Viena examenul în drept roman și statistică. Sperând să urmeze o carieră diplomatică, studiază limba turcă la Institutul pentru limbile orientale din Viena.

### Activitatea
Nereușind să-și urmeze visul în diplomație, în anul 1808 acceptă un post de funcționar la cancelaria comitatului Bichiș, dar la scurt timp renunță și se reîntoarce, în același an, în orașul natal.
În anul următor se înrolează voluntar în armata imperiului, aflată în război cu Napoleon Bonaparte. I se acordă gradul de locotenent de cavalerie și i s-a încredințat misiunea de a forma legiunea voluntarilor români din comitatele Arad, Bichiș, Bihor și Cenad.
După Pacea de la Schönbrunn încearcă să intre în armata imperială regulată, dar nereușind,  călătorește la Oradea, Cluj, Turda, Brașov, iar mai apoi trece Carpații și se stabilește la București, unde începând cu anul 1813 devine profesor de limba latină și limba germană la școala lui Caragea Vodă.
În timpul ciumei lui Caragea, la 14 februarie 1814, a fost vizitat la Mănăstirea Mărgineni, unde erau cazați profesorii, de către Nicolae Văcărescu, iar împreună au plecat să-l viziteze pe Iancu Văcărescu, la Târgoviște. Reîntors la București este destituit din funcție, astfel pleacă într-o călătorie la Constantinopol, iar mai apoi la Viena, unde încearcă din nou să se înroleze în armata austriacă, dar este respins.

În anul 1815 se întoarce la Giula și începe să se implice în lupta pentru episcop român la Arad: 
„Lupta purtată de Moise Nicoarã pentru episcop român nu trebuie interpretată în mod îngust, limitat – ca luptă de natură bisericească, un moment din istoria bisericii românești ortodoxe. Moise Nicoarã a luptat pentru episcop român la Arad deoarece în vremea aceea acest ierarh bisericesc era singura autoritate recunoscută de oficialitățile statului habsburgic. Numai el, în vremurile acelea, ar fi putut să ceară și să obțină unele drepturi naționale.”
În această perioadă Moise Nicoară a accentuat colaborarea cu profesorii Preparandiei din Arad, consolidând caracterul laic al mișcării. În această luptă a fost sprijinit, printre alții, de Petru Maior, Aron Budai și Gheorghe Lazăr.
În urma morții episcopului sârb din Arad, Pavel Avacumovici, o delegație formată din șase membri s-au dus la Viena să-i înmâneze împăratului austriac o petiție prin care cereau numirea unui episcop ortodox român la Arad. Odată cu scurgerea timpului, după încercări repetate de a ajunge în fața împăratului, numărul deputaților din delegație a scăzut, până când Moise Nicoară a rămas singur să susțină cererea formulată în petiție.
În această perioadă Nicoară s-a întreținut financiar din donații individuale sau provenite de la parohiile românești din Banat și Crișana, dar începând cu anul 1817, autoritățile austriece au interzis parohiilor românești să îl mai sprijine financiar și au început discreditarea sa, zvonind că acesta cheltuie banii din donații în scopuri personale.
După moartea lui Dimitrie Țichindeal, rămas singur în această luptă, se întoarce la Giula în anul 1818, dar fiind și aici ocolit de cunoscuți și persecutat, îi trimite împăratului un memoriu prin care solicită aprobarea de a părăsi țara, în anul 1819.
În octombrie 1819 este arestat la Arad și a fost închis la Arad și Giula până în 1821 și declarat nebun. În anul 1820, încep mișcările țărănești în zona Aradului, iar Moise Nicoară este bănuit a avea un amestec. Paul Almássy descrie lupta de emancipare națională a românilor drept o acțiune insurecțională a lui Moise Nicoară și-l caracteriza astfel: 
„Acest Moise Nicoară face parte dintre acei oameni care pe lîngă tot caracterul său bun este stăpînit de un zel fanatic de a elibera poporul valahic luptînd împotriva asupritorilor, ușor poate să se întîmple ca prin noi tulburări să îndrăznească să treacã dincolo de limite, mai ales că aceasta se întîmplă cu toată puterea.”
În mai 1824 este arestat din nou și este eliberat în octombrie, în urma unei cerereri adresate împăratului de către tatăl său și de către preotul din Șiclău, Teodor Șerban.

La 25 martie 1825, îmbrăcat în piei de oaie a intrat în cabinetul imperial, dar i s-a refuzat intrarea în această ținută. Oferindu-i-se haine, Moise Nicoarã le refuză spunând: 
„Eu n-am venit aici ca să cer grație, iertarea sau pomana de la împăratul nostru ci să plec din statele sale, unde fiecare colț este pentru mine imaginea infernului și a celei mai crude nedreptăți. Mizeria mea rănește privirea sa dar el nu trebuie să roșească văzându-mă în aceste straie în care m-a adus nedreptatea lipsită de umanitate, eu nu roșesc de asta. Spuneți-i cã lozinca sa scrisă pe porțile Vienei (Justitia, regnorum fundamentum) este cea mai insultătoare ironie fãcută justiției.”
 La 29 aprilie 1825 a primit pașaportul.
La 15 august 1825 prezintă la Arad, în fața unei comisii formată din 80 de delegați, documentele activității sale în lupta pentru un episcop român, iar la 8 septembrie îi lasă manuscrisele lui Grigore Călinescu și părăsește monarhia pentru totdeauna, mergând în Țara Românească, prin Orșova.
Datorită luptei lui Moise Nicoară în anul 1822 s-a înființat la Arad școala de teologie românească, iar în anul 1829 este numit primul episcop ortodox român, Nestor Ioanovici.
Sosit la București, la 19 octombrie 1825 îi trimite un memoriu principelui Grigore Ghica, prin care solicită reorganizarea catedrei de limba latină în școlile cele mari din București, dar este refuzat. În anul următor, încearcă același lucru în Moldova, dar este refuzat de domnitorul Ioan Sturdza.
Nereușind să se impună în țarile românești, ia calea Constantinopolului, unde îi solicită sultanului să intre în armată, dar este refuzat.
În anul 1833 se întoarce în Țara Românească și este numit revizor al școlilor, sub numele de Nicorescu. În 1835 își pierde postul.
În anul 1838, la Iași, la data de 2 decembrie finalizează traducerea memorandului politic al românilor din Transilvania, de la 1791, Supplex Libellus Valachorum Transilvaniae.
„Dacă în ipostatul de răspînditor al culturii naționale Moise Nicoară rămîne în urma lui Gheorghe Lazăr, în schimb ca susținător convins al cauzei românești în fața lumei, el ne apare ca un inovator de drumuri. Era convingerea lui că fără de sprijinul și bunăvoința marilor puteri soarta poporului român, cu greu se va putea schimba. De aci năzuința lui de-a intra în diplomație, de aci seria nesfârșită de memorii prezentate cu diferite prilejuri oamenilor mari ai acelor timpuri în care pledeazã cu toată însuflețirea pentru cauza sfîntă a Românilor de pretutindeni.”
În anul 1839 călătorește la Chișinău și la Odesa, unde-l cunoaște pe Alexandru Sturdza, care îl ajută financiar, iar la 26 mai 1840 pleacă, din nou, la Constantinopol, unde stă până în anul 1850. În tot acest timp a continuat activitatea de informare a străinătății despre situația românilor, cauzele naționale ale românilor, cultura și literatura română.
În anul 1850 se întoarce la București, trăindu-și ultimii ani ai vieții orb, fiind nevoit să trăiascã din mila necunoscuților.

### Sfârșitul
A decedat la 10 octombrie 1861. Locul unde a fost înmormântat nu se cunoaște cu exactitate, dar se presupune a fi cimitirul mănăstirii Mihai Vodã sau cimitirul bisericii Mavrogheni.

## In memoriam

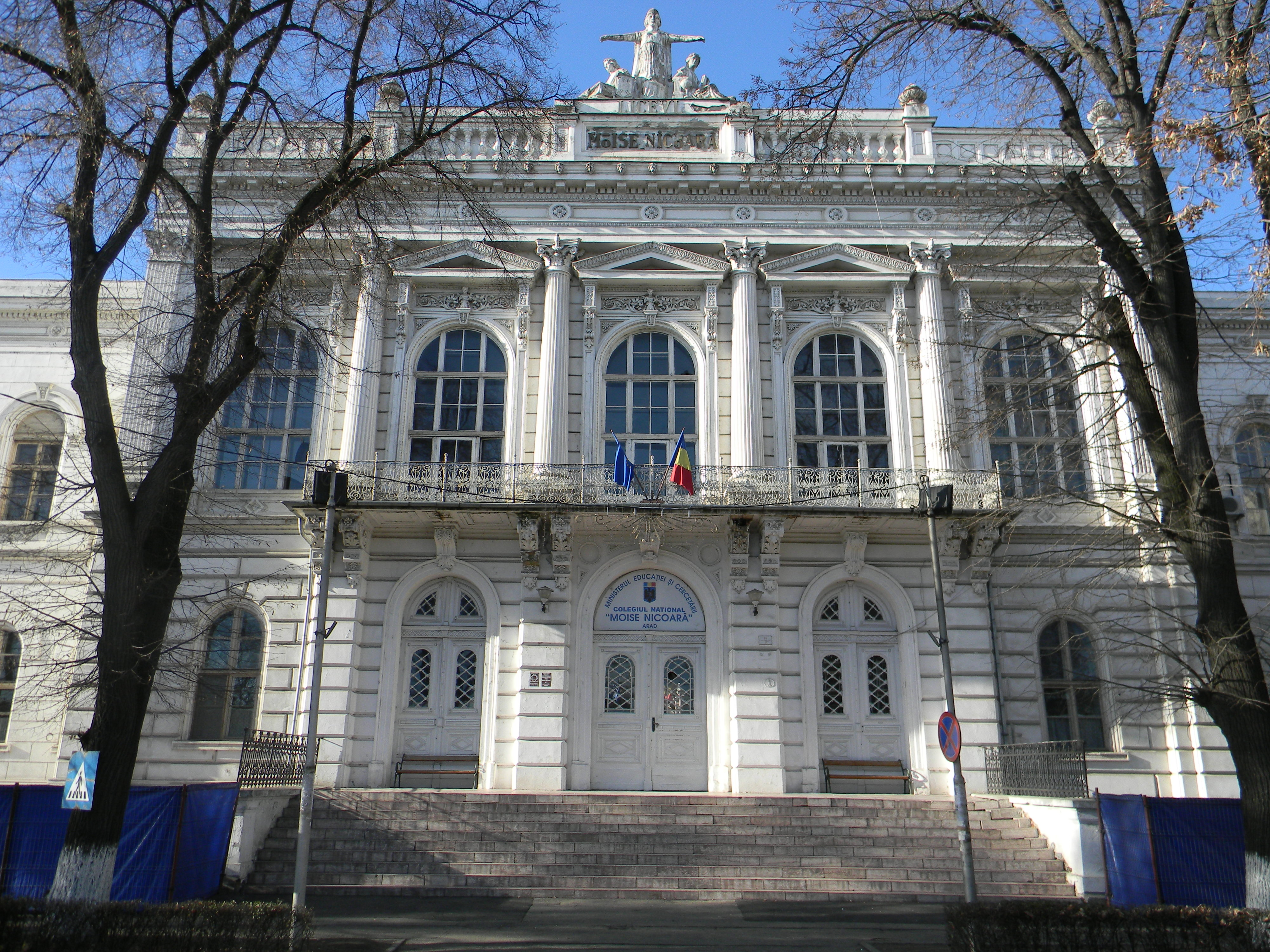
Liceul „Moise Nicoară”, Arad

- Un colegiu național din Arad, județul Arad, se numește Moise Nicoară;
- La Arad, în fața Colegiului Național Moise Nicoară, i s-a ridicat un bust;
- Câte-o stradă din Arad, București, Timișoara și Cluj, se numește Moise Nicoară;
- La Giula, în Ungaria i s-a ridicat un bust.
- În 2005, la Biserica Mavrogheni din București a fost ridicat Monumentul (cenotaf) „Moise Nicoară”, turnat în bronz de sculptorul Mircea Corneliu Spătaru.